# Zomaria
Zomaria là một chi bướm đêm thuộc phân họ Olethreutinae, họ Tortricidae Tortricidae.

## Các loài
- Zomaria andromedana (Barnes & McDunnough, 1917)
- Zomaria interruptolineana (Fernald, 1882)
- Zomaria rosaochreana (Kearfott, 1907)